# Feria del Libro de Amberes

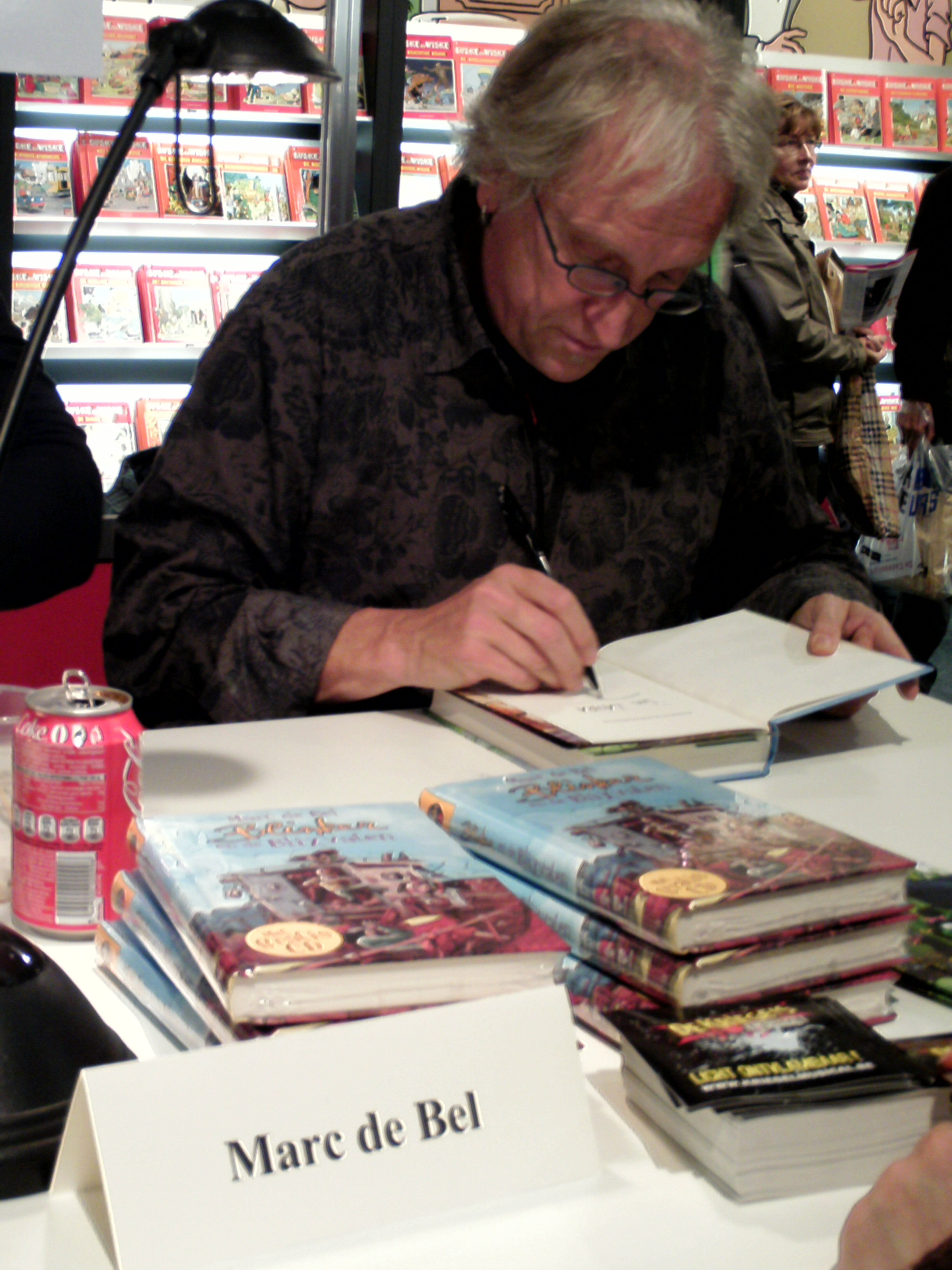
El escritor Marc de Bel firma ejemplares en 2008 en la Feria del libro de Amberes.

La Feria del Libro de Amberes (en neerlandés, Boekenbeurs Antwerpen) es una feria anual del libro que se celebra en la ciudad belga de Amberes. Se organizó por primera vez en noviembre de 1932, en el Stadsfeestzaal de Meir. La feria se lleva a cabo durante el mes de noviembre en la Expo de Amberes y ha sido organizada por la asociación profesional Boek.be.
En la Feria del Libro de Amberes hay stands de editoriales, importadores y libreros. En los stands se exponen y venden libros y se presentan a autores de Bégica, Países Bajos y otros países. También se programan conferencias, charlas de autor, talleres y jornadas temáticas especiales. Días previos a la exposición, se otorga el primer premio con un cheque de 6.200 euros.

## Historia
La Feria del Libro se organizó por primera vez en noviembre de 1931 en el Stadsfeestzaal de Meir en Amberes. La Feria del Libro nació de la iniciativa de la entonces Vereeniging ter Bevordering van het Vlaamsche Boekwezen, ahora denominada Boek.be, deseosa de promover la industria del libro en la comunidad neerlandesa.
La Feria del Libro pasó de ser una modesta exposición de libros a un megaevento que recibió un promedio de 170.000 visitantes en el período 2010-2012. En 2013 y 2014 la feria tuvo 155.000 visitantes, en 2018 fueron 137.000, y durante la última edición de 2019 se recibieron 129.000 visitas.
A lo largo de los años, la Feria del Libro se ha llevado a cabo en varios lugares, como la Stadsfeestzaal de Meir en Amberes (1931 a 1970); en la Lamorinièrezaal del Meir; en el salón de mármol del zoológico (1942-1943-1947); en el Salón Apolo, en Koningin Astridplein; y desde 1971, la feria se celebra en el Bouwcentrum, que más tarde pasó a llamarse Antwerp Expo.

## el otro libro
The Other Book es otra feria del libro dirigida a un público más reducido que tiene lugar en Amberes todos los años a principios de octubre. Hasta el año 2000, esta feria del libro tenía lugar en el salón de fiestas de la ciudad en el Meir. Posteriormente, la feria tuvo lugar en Plantijn Hogeschool en Meistraat y luego en Zuiderpershuis . La edición de 2008 (la 33) atrajo a 4.500 visitantes. La edición de 2009 atrajo a 3.700 visitantes, pero el organizador Vincent Scheltien la calificó como un éxito porque la calidad, la satisfacción del cliente y las ventas fueron comparables a las de 2008. En 2010, luego de 33 ediciones, se da por terminada la iniciativa de esta feria.

## Editor de exclusión Egmont
La participación en la Feria del Libro estaba reservada a los miembros de las tres organizaciones profesionales detrás de la asociación paraguas Boek.be. La afiliación a esas organizaciones profesionales no estaba del todo abierta, y la exclusión de la editorial Egmont, asociada con el partido político Vlaams Belang, en particular, ha suscitado críticas. En 2017, un juez de la provincia de Amberes dictaminó en primera instancia que excluir a Egmont es contrario a la ley contra la discriminación. El Tribunal de Apelación de Amberes falló de la misma manera que el tribunal inferior. Boek.be aceptó el fallo y le dio a Egmont un puesto en ferias del libro posteriores.

## Problemas financieros
Después de varios años de disminución del número de visitantes, los organizadores idearon un nuevo enfoque en 2019. En 2020, sin embargo, se registraron pocos expositores debido a la crisis del coronavirus . En septiembre de 2020, Boek.be recibió protección de sus acreedores, y en marzo de 2021, el administrador judicial anunció que hasta el 19 de abril de 2021 se buscaba un comprador para la organización y sus 9 empleados. Boek.be se declaró en quiebra el 15 de julio de 2021. Varios editores han colaborado para organizar un nuevo evento, Boektopia, en Kortrijk Xpo a partir de 2021.